# Кызыл-Юлдуз (Благоварский район)
Кызыл-Юлдуз (баш. Ҡыҙыл Йондоҙ) — деревня в Благоварском районе Республики Башкортостан Российской Федерации. Входит в состав Янышевского сельсовета. 

## География

### Географическое положение
Расстояние до:
- районного центра (Языково): 42 км,
- центра сельсовета (Шарлык): 3 км,
- ближайшей ж/д станции (Благовар): 57 км.

## Население
| 2002 | 2009 | 2010 |
| ---- | ---- | ---- |
| 53   | ↗68  | ↘51  |